# Eriococcus whiteheadi
Eriococcus whiteheadi är en insektsart som först beskrevs av Miller 1991.  Eriococcus whiteheadi ingår i släktet Eriococcus och familjen filtsköldlöss. Inga underarter finns listade i Catalogue of Life.